# Платина Південно-Африканської Республіки
Платина Південно-Африканської Республіки

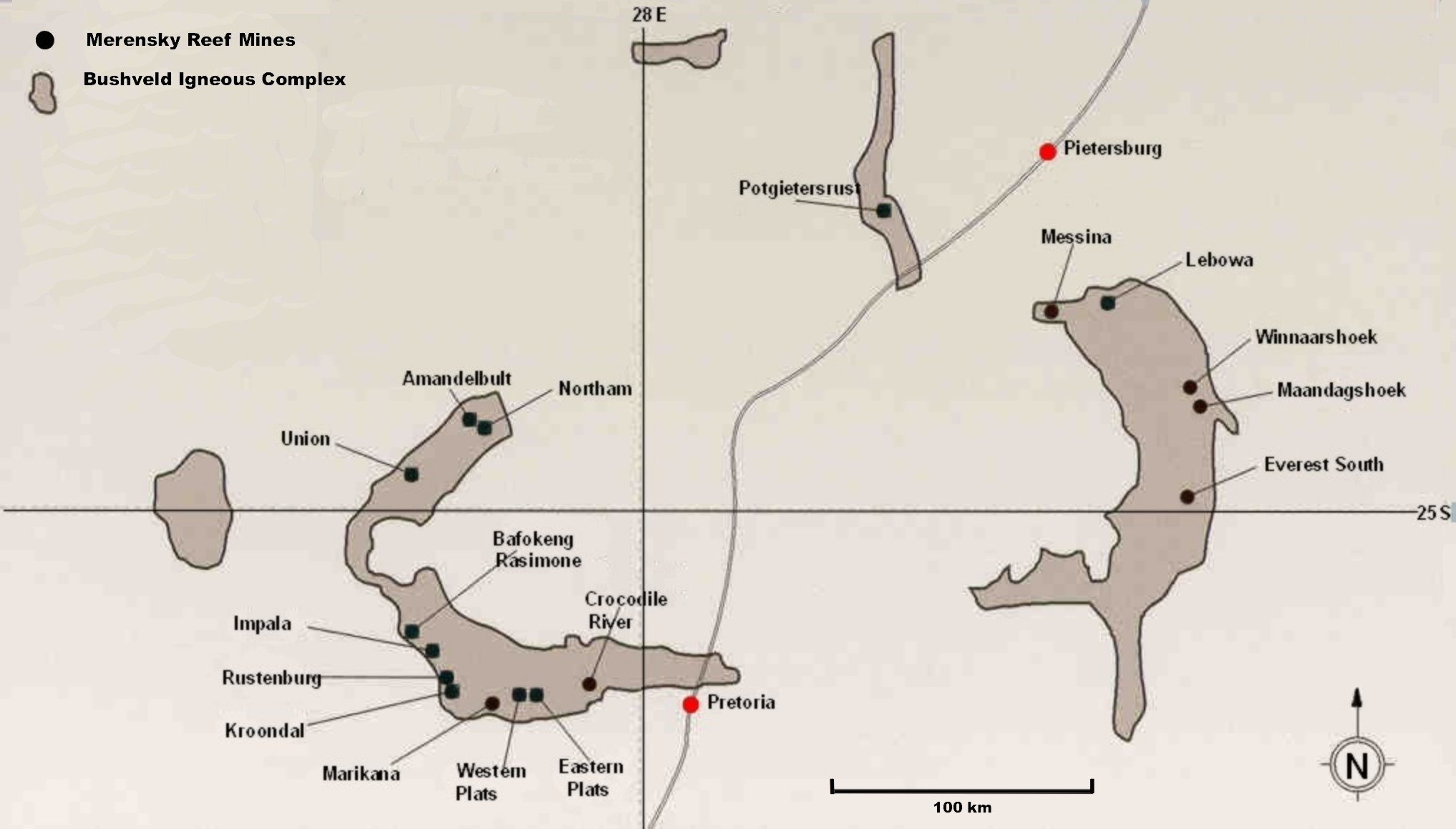
Bushveld Igneous Complex Mines

## Запаси, ресурси, родовища металів платинової групи в ПАР
Переважна частина світових запасів МПГ сконцентрована на території ПАР: 85,8 % МПГ і 88,5 % платини (дані Геологічної служби США).
За прогнозними ресурсами МПГ ПАР теж займає 1-е місце у світі — 15—25 тис. т (у світі 40—60 тис. т).
Основна частина запасів платиноїдів (1-е місце у світі) і нікелевих руд (8-е місце у світі і 1-е в Африці, 2003) пов'язана з так званою Критичною зоною Бушвельдського масиву — розшарованою серією ультраосновних порід і підлеглих їм габроїдів з максимальною потужністю 900 м. Експлуатуються два шари цієї зони: верхній — риф Меренського і нижній — риф UG-2. Критична зона розташовується в нижній третині Бушвельдського лополіту, потужність якого перевищує 8 км. Рудоносний горизонт складений польовошпатовим піроксенітом хроміт-олівін-бронзитового складу. Платиноїди, що асоціюють з сульфідами нікелю, заліза і міді, концентруються в окремих шарах і представлені ідіоморфним бреггітом, купритом з домішкою спериліту. Значні концентрації платиноїдів встановлені у вигляді домішок в піротині, пентландиті і піриті, а також у вигляді комплексних проростань залізо-платинових сплавів у сульфідах.
Головні родовища: Рюстенбурґ, Юніон, Бафокенг, Аманделбюлт, Аток, Вілдбісфонтейн, Мессіна, Крундал, Марікана та інші. Значна частина запасів цих металів укладена також в комплексних рудах колчеданних родовищ рудного району Окіп, а також в габроїдах району Маунт-Ейліфф (родовища Інсізва, Табанкулу, Інгелі, Тонті).
Компанією Harmony Gold Mining у 2002 ведеться розвідка нового родовища платиноїдів Стелла (Stella), інша назва — Колплатс (Kalplats), Північна ПАР, провінція Нортвест (Northwest). На 2002 виявлено 3.8 млн т ресурсів мінералізованої маси, що містить Pt+Pd 1.5 г/т або 5.7 т обох металів [African Mining. 2002. V.7, № 3].

## Видобуток та переробка
За оцінкою Геологічної служби США в 2000 р. (в дужках дані за 1999 р.) в ПАР видобуто 114(121) т Pt (1-е місце), у світі — 161(168) т Pt. Найбільший виробник платини та МПГ, — компанія Anglo Platinum(Angloplat), — планує вкласти R12.6 млрд для збільшення видобутку платини з 2.1 млн унцій (Moz) in 2001 до 3.5 млн унцій (Moz) в 2006. Impala, — другий виробник платини в ПАР, — за той же період 2001—2006 планує збільшити виробництво МПГ з 1,1 млн унцій до 1,6 млн унцій.
Платинова промисловість розвинулася швидкими темпами після 2-ї світової війни. У другій половині ХХ століття країна вийшла на 1-е місце серед країн світу (у 1987 р — 90 % світового виробництва платини).
Основний район видобутку — власне платинові родовища Бушвелдського комплексу. Розробляють 2 платиноносних горизонти (рифи Меренського та IU-2). На рифі Меренського (в районі Рюстенбурґа, Преторії і Лейденбурґа) поряд з платиною добувають паладій, рутеній, родій, осмій, іридій. Руди горизонту IU-2 мають високий вміст хрому, що утруднює вилучення МПГ. Платинові руди добувають підземним способом. Розкриття родовищ похилими стовбурами в основному на глибині понад 400 м, далі — вертикальні стовбури на глибину 900—1 000 м. Система розробки суцільна із закладенням виробленого простору. Руду збагачують поблизу рудників. Попутно з неї вилучають нікель і мідь. Афінаж платинових металів проводиться на заводах в ПАР і у Великій Британії. Крім того, з руд отримують штейн, що містить кольорові і дорогоцінні метали. Вилучення зі штейну кольорових металів і переробку шламу з метою отримання з нього платинових металів здійснюють на ряді підприємств. Штейн містить 1,2—1,7 кг платиноїдів і золота на 1 т.
Вилучення металів зі штейну в середньому 98 %.
ПАР — найбільший експортер платинових металів.
Експортують: платину, паладій, родій, іридій, осмій, рутеній.
Основні  ринки збуту — США і Японія.
Видобуток платиноїдів в ПАР наприкінці ХХ століття (1998) становив 118,2 т, Pd 56,6 т і Rh 11,788 т. На підприємствах провідної компанії Amplats видобуток Pt становив 59,10 т, Pd 29,55 т і Rh 5 443 кг. Запаси платиноїдів у надрах, що контролюються компанією, оцінюються в 8 398 т. Компанія здійснює реконструкцію підприємства PP Rust і будівництво підприємства Batokeng Rasimone із збільшенням видобутку Pt у 2002 р. до 68,4 т. На підприємствах компанії Impala видобуток Pt становив 32,66 т, Pd 17,11 т і Rh 4 043 кг. Компанія здійснює ряд реконструкцій наявних підприємств і планує поновлення експлуатації законсервованого Crocodile River із збільшенням видобутку Pt на 6 220 кг/рік. На підприємствах компанії Lonplats за 1998 р. видобуток Pt становив 19 905 кг.
В 1999 р. у Західному секторі Бушвелда австралійська компанія Aquarius Platinum NL почала відпрацьовувати нове родовище платиноїдів Крундал (риф Меренського), розташоване поблизу однойменного хромітового родовища. Його розвідка була завершена в кінці 1995 р. У межах шахтного поля запаси становили 8.9 млн т руди з середнім вмістом МПГ 5.6 г/т, або 50 т МПГ. Для кар'єру глибиною 30—40 м підраховане 4.3 млн т руди. Пройдена похила шахта, що розкрила руди на горизонтах до 200 м, побудовано два кар'єри і ГЗК. На руднику добувають 950 тис. т руди підземним і 250 тис. т кар'єрним способом. Добувають річно 3.4 т платини, 1.9 т паладію і 0.5 т родію.
На початку XXI століття в ПАР спостерігається пожвавлення видобутку платиноїдів, що обумовлено зростанням цін на паладій і платину. У Західному секторі Бушвелду завершена розвідка і побудований рудник на родовищі Крундал, відновлений рудник на родовищі Крокодайл-Рівер, розвідано родовище Марікана, на якому вже закінчується будівництво добувного підприємства. У Східному секторі Бушвелду будуються рудники на нових родовищах Мессіна і Віннархук, а також освоюється площа Мандагхук. Все це повинно привести до значного зростання виробництва платиноїдів в ПАР; в 2000 р. воно перевищило 202 т (в тому числі платини — 118.2 т).
У 1999—2000 рр. на родовищі Мессіна компанією SouthernEra Resources Ltd. побудована шахта до глибини 250 м. У 2001 р. видобута перша руда. На початковій стадії роботи рудника і цеху збагачення намічено щорічно добувати до 200—250 тис. т руди і вилучати з неї в концентрат до 0.9-1.1 т МПГ і золота. У 2003 р. компанія має намір довести річну продуктивність рудника до 950 тис. т руди і до 5.0—5.5 т МПГ і золота.
З 2001 р. на родов. Марікана, що в 10—12 км східніше родовища Крундал, австралійською компанією Aquarius Platinum NL будується рудник (похила шахта і кар'єр глибиною 180 м). Запаси для підземного видобування становлять 15.5 млн т руди із вмістом МПГ 3.53 г/т, або 55 т МПГ, для відкритих робіт — 18.2 млн т руди з вмістом МПГ 3.94 г/т (в тому числі платини — 2.58 г/т, паладію — 1.32 г/т), або 71 т МПГ; всього 126 т платиноїдів. Руди родовища містять також попутні золото, нікель, мідь і кобальт. Рудник стає до ладу в 2002 р. Спершу тут добуватимуть щорічно до 2.9 т платини, 1.5 т паладію і 0.5 т родію — разом близько 5 т платиноїдів. Рудник Крундал, що належить тій же компанії, до 2002 р. збільшив свою продуктивність з 5 до 7.7 т платиноїдів на рік. При цьому 80 % платиноїдів компанія Aquarius Platinum видобуває підземним способом. Загалом рудник забезпечений запасами на 13 років. Запаси руди для підземної відробки становлять 15.5 млн т із вмістом МПГ 3.53 г/т, або 55 т МПГ, для відкритих робіт — 18.2 млн т руди з вмістом МПГ 3.94 г/т (в тому числі платини — 2.58 г/т, паладію — 1.32 г/т), або 71 т МПГ; всього 126 т платиноїдів. Руда, як і з родовища Крундал, після збагачення переробляється на плавильно-афінажному заводі «Implats Refining Services» поблизу м. Рюстенбурґ.
Компанія Aquarius Platinum Ltd. в 2002 р. почала будівництво рудника Саут (Everest South), який буде розробляти платиноїдні руди бушвелдського комплексу і за планом буде пущений в експлуатацію в кінці 2004 року. Рудник розташований на Східному лімбі Бушвелдського лополіту. Підприємство буде відпрацьовувати пласт UG-2. Це третій (після Крундала і Марікани) рудник для видобутку руд МПГ в межах Бушвелдського масиву. Підтверджені запаси категорії measured (категорія С1) становлять 17.1 млн т руди із змістом МПГ 4.44 г/т, або 76 т МПГ; передбачувані запаси категорії indicated (С2) — 15 млн т руди з таким же вмістом МПГ, або 66.5 т МПГ; загальні запаси МПГ — 142.5 т. Ресурси становлять 2.8 млн т руди, або 12.4 т МПГ. Рудний пласт UG-2 планується розробляти переважно підземним способом до глибини 200 м від поверхні. Дрібним кар'єром будуть відпрацьовані перші 1.4 млн т руди. Потужність гірничо-збагачувального підприємства визначена в 7 т платиноїдів на рік. Руди перероблятимуть на збагачувальній фабриці. Очікується, що в одній тонні концентрату буде до 200 г МПГ, в тому числі 59 % платини (близько 120 г), 30 % паладію (60 г) і 10 % родію (20 г). Обслуговчий персонал рудника становитиме 1 200 осіб, в тому числі 10—15 фахівців (включаючи геологів) компанії Aquarius Platinum Ltd.